# Зарічний сільський округ (Нуринський район)
Зарі́чний сільський округ (каз. Заречный ауылдық округі, рос. Заречный сельский округ) — адміністративна одиниця у складі Нуринського району Карагандинської області Казахстану. Адміністративний центр та єдиний населений пункт — село Зарічне.
Населення — 871 особа (2021; 1255 у 2009, 1625 у 1999, 1495 у 1989).
Станом на 1989 рік існувала Зарічна сільська рада (село Зарічне).